# Werner Mock
Werner Mock ist ein ehemaliger deutscher Basketballspieler.

## Leben
Mock war Spieler des ASV Köln, mit dem er ab 1975 in der Basketball-Bundesliga vertreten war. 1978 wurde die Mannschaft in den BSC Saturn Köln überführt, 1980 trug Mock beim Gewinn des DBB-Pokals 1980 zum ersten Titel der Vereinsgeschichte bei. In der Saison 1980/81 wurde er mit Köln deutscher Meister und Pokalsieger, 1982 erneut deutscher Meister sowie 1983 Pokalsieger. Durch die Erfolge auf Bundesebene erhielt Mock mit dem BSC Saturn Köln die Möglichkeit der Teilnahme an europäischen Vereinswettbewerben, unter anderem am Europapokal der Landesmeister. 1984/85 trat Mock mit der BG ART/TVG Düsseldorf in der Bundesliga an, verpasste mit der Mannschaft 1985 jedoch deutlich den Klassenerhalt. Er verließ die Düsseldorfer im Anschluss an die Saison 1984/85.
Für die bundesdeutsche Nationalmannschaft bestritt Mock im Januar 1977 ein Länderspiel.